# Odnono
Odnono (ранее — «ОдноНо») — российская инди-рок-группа, основанная бывшим журналистом Алексеем Мышкиным в Вологде в 2001-м году. Творчество группы сочетает поэзию и несколько музыкальных жанров: хип-хоп, электронную и этническую музыку. С 2005 года группа базируется в Москве. До 2017 года группа записывала музыку в жанрах инди, смеси стилей этно, хип-хопа и фанка, с 2017 с альбома Betalab (и далее Dvija, «Без ожиданий», «Наедине») музыканты экспериментируют с электроникой: смешивают даунтемпо, брейкбит, трип-хоп, future garage, эмбиент со звучанием этнических инструментов разных культур и стран мира.
В постоянный состав Odnono входят её основатель, вокалист и автор песен Алексей Мышкин, флейтист и мультиинструменталист Павел Новиков (Правин), гитарист Наиль Курамшин, барабанщик Даниил Лилеев и басист Сергей Беляев. В разное время участниками коллектива успели побывать музыканты из других групп: Андрей Запорожец, один из основателей проектов 5’Nizza и SunSay, а также Наталья Горлова, вокалистка фолк-группы Shanti People. В истории группы есть совместные треки с Ильёй Чёртом из группы «Пилот», Машей Макаровой из группы «Маша и Медведи», Сати Казановой, Сергеем Бабкиным из 5’Nizza и другими.
Журналисты, обозревавшие творчество группы, отмечали необычное звучание на стыке разнообразных музыкальных жанров и традиций и тексты песен, затрагивающие вечные вопросы философии. Также журналисты заметили, что известность коллектив обрёл благодаря популярности в интернете.

## История

### Начало творчества и первый альбом (2001—2010)
Несколько лет я работал в сфере шоу-бизнеса – писал статьи про «звёзд». <…> Я писал о разводах, вечеринках, склоках и ссорах. Но я всегда хотел нести своим творчеством другое! <…> Противоречие это постепенно нарастало. <…> И одним зимним утром, приехав на работу, я осознал, что не могу жить так, как жил раньше. Я больше не хотел врать себе и другим! Я встал посреди огромного офиса, громко прочитал одно из своих стихотворений об искренности и честности, и ушёл.
Группа «ОдноНо» (название до 2017 года) была основана в 2001 году в городе Вологда тележурналистом Алексеем Мышкиным и музыкантом Антоном Евтуховичем. Мышкин работал в СМИ с 1995 года (программа «Там-там новости» на телеканале «Россия»), а в 1997 году с подачи своего друга увлёкся музыкой, а конкретно — хип-хопом. В группе Алексей читал рэп, а Антон сочинял электронную музыку. Мышкин занимался творчеством параллельно основной работе, написав за этот период около 30 песен, которые так и не были изданы. Уже в 2005 году, заканчивая обучение в СПбГУ на факультете журналистики, Алексей планировал закончить карьеру журналиста и вплотную заняться музыкой. На тот момент группа Odnono уже выступала в клубах и на некоторых фестивалях Вологды. После окончания учёбы Алексей переезжает жить в Москву, где начинает более плотно заниматься дальнейшим развитием своей группы.
Уже в Москве, в 2007 году, Алексей знакомится с Наилем Курамшиным — гитаристом, ранее игравшим в составе групп для живых выступлений Касты, Noize MC и Басты. В Odnono он становится гитаристом и музыкальным продюсером, автором аранжировок почти всех альбомов группы. В 2009 году в состав Odnono входят ещё двое профессиональных музыкантов: Наталья Горлова, известная как участница группы Shanti People под сценическим псевдонимом «Ума», и Андрей Запорожец, вокалист группы 5’Nizza и основатель коллектива SunSay. Наталья, в неком смысле, стала инициатором дальнейшего развития Odnono — встретившись с Алексеем она предложила ему создать проект, в котором можно было бы «рассказать о вечных путешествиях души», ибо тоже уделяла внимание духовным поискам — ездила в Индию, где училась местным вокальным практикам и стилям. Именно Наталья познакомила Алексея Мышкина с вегетарианством и с тех пор он убежденный вегетарианец, как и Правин. Таким составом начинается запись дебютного и первого официального альбома Odnono — «Свободный или мёртвый». Альбом Odnono «Свободный или мёртвый» стал не только дебютным, но и самым объёмным в сравнении с последующими — в него вошло около 27 композиций. Концепцию «Свободного или мёртвого» было решено связать с майянскими печатями: каждую песню альбома предвосхищает небольшая философская притча, которая посвящена одной из печатей, каждая из которых является символом «определённого состояния сознания». По словам лидера группы, Алексея Мышкина, это получилось само собой: первоначально были написаны сами песни, в разные периоды жизни музыканта, после чего его знакомая поэтесса Лена Фирулева «подсказала параллель с древними знаками», которые бы подчеркнули идею пластинки. Пластинкой «Свободный или мёртвый» Odnono начала своеобразную музыкальную трилогию, в которую позже войдут следующие студийные альбомы группы: «Волны» (2013 год) и «Умереть, чтобы жить» (2014 год). 30 мая песни из альбома были впервые исполнены на презентации в Санкт-Петербурге. Впоследствии участники коллектива отправляются в тур с презентацией своей первой работы в Киев (Украина) 17 сентября в клуб «Sullivan Room» и Вологду 29 сентября в клуб «Харди-Гарди». Как отмечала журналистка издания «Комсомольская правда», концерт проходил в неформальной атмосфере: посетители слушали музыкантов, сидя на полу. За день до концерта в Вологде, 28 сентября, Odnono вместе с Андреем Запорожцем выступили в эфире программы «Парный прогон» на телеканале A-One.

### Становление и «музыкальная трилогия» (2011—2014)
В 2011 году частью группы становится флейтист и мультиинструменталист Павел «Правин» Новиков, которого приглашает присоединиться к основному составу Алексей Мышкин сразу после их первого совместного выступления в том же году. Правин владеет множеством духовых инструментов, среди которых индийские табла и флейта бансури. 18 ноября 2011 года выходит поэтический альбом Odnono под названием «Дхвани», а 12 декабря 2012 года —  аудиокнига «Нити». Эти два релиза стали первыми экспериментами в творчестве группы: «Нити» — поэма в прозе о поиске абсолютной истины, «Дхвани» — альбом-медитация и своеобразный трибьют, в основу которого легли стихи монаха и поэта Радхика Рамана. В 2013 году к группе присоединяется барабанщик Даниил Лилеев.
В 2013 году проходила запись второго студийного альбома Odnono под названием «Волны», в создании которого приняли участие приглашённые артисты: Маша Макарова, вокалистка группы «Маша и Медведи», Илья Чёрт, лидер и основатель группы «Пилот», Сергей Бабкин, со-основатель группы 5’Nizza — ранее Odnono уже сотрудничали с другим участником 5’Nizza, Андреем Запорожцем, над альбомом «Свободный или мёртвый». Также в записи участвовали группа Shanti People, венгерский арфист Alizbar и другие. Таким образом, «Волны» выделялись на фоне других релизов коллектива самым большим количеством приглашённых звёзд, участвовавших в записи. Среди песен, записанных с гостями: «Вода» с Машей Макаровой, посвящённая духовным метаниям «потерянной» души, а также «Разбуди» (Сергей Бабкин), «Изменить мир» (T. Check) и «Путешествие домой» (Илья Чёрт). Выход «Волн» состоялся 5 июня 2013 года. После этого Odnono отправились в тур по России, чтобы презентовать «Волны», завершив его выступлениями в Москве и Санкт-Петербурге. Тематически и концептуально он продолжает дебютную работу коллектива «Свободный или мёртвый», и является частью своеобразной трилогии, завершением которой стал альбом «Умереть, чтобы жить». В интервью новосибирскому изданию «Мира клуб» Мышкин так описывал связующую концепцию этих трёх альбомов:
Первый альбом — «Свободный или мёртвый» — революционный. Про то, когда человек только начинает выходить из «системы», только поднимает голову. Второй — «Волны» — про человека, который уже на пути, что-то делает, чтобы стать лучше. В третьем — «Умереть, чтобы жить» — мы говорим о переходе на новый уровень. Это можно понимать и как внутреннее преображение, когда человек делает что-то не только для себя, но и для других. А можно воспринимать и как переход из одной жизни в другую.
Релиз «Умереть, чтобы жить» состоялся 15 марта 2014 года. Над ним музыканты работали больше года — с лета 2013 по март 2014 года; для сведения и мастеринга альбома группа отправилась в Германию, в студию Trixx. Мышкин отмечал, что к моменту выпуска третьего студийного альбома уже сформировался основной состав группы, а сам «Умереть, чтобы жить» посвящён «внутреннему преображению». На этот раз гостевых исполнителей было немного, Odnono решили сосредоточиться на отработке звучания, сделав его более традиционным. После релиза своей работы музыканты отправились в тур по России, среди прочего посетив Воронеж, Хабаровск, Санкт-Петербург, Калининград, Новокузнецке. В записи вновь поучаствовала Мария Макарова, которая также составила компанию группе на некоторых презентациях, спев с коллективом совместно написанные песни. В 2014 году Odnono выпускают альбом «Сокровища Нищего», презентация которого состоялась в декабре в Санкт-Петербурге, после которой участники группы провели встречу с поклонниками, организованную сетью книжных магазинов «Буквоед». 8 февраля 2014 года группа Odnono выступила на канале «Дождь» в программе «Козырев Live» в преддверии своего 15-летия.

### Эксперименты и изменение имиджа (2015—2018)
13 марта 2015 года выходит альбом «Заново» — сборник песен из прошлых альбомов Odnono в концертных аранжировках. Всего в состав «Заново» вошло шесть треков. По словам музыкантов, решение записать такой альбом у них возникло по просьбе слушателей, которым нравились именно концертные варианты исполнения. Презентация альбома состоялась 29 апреля в Москве, после чего, весной, группа устроила тур в его поддержку; одним из городов, который посетили Odnono, стал родной для Алексея Мышкина город Вологда. В выступлении в Москве в клубе Yotaspace музыканты выступили совместно с Марией Макаровой, Сати Казановой и с греческим вокалистом Яннисом Кофопоулосом. Примерно в то же время Odnono начинают активно гастролировать по российским музыкальным фестивалям, среди которых: «Небо и Земля» в Тюмени, Тайбола в Архангельске, Wafest в Нижнем Новгороде, Дикая мята в Бунырево, Нашествие в Завидово, Усадьба Jazz в Красногорске и другие. Odnono выпускает свой следующий студийный альбом «Зёрна» 18 февраля 2016 года. Этот альбом охарактеризовало участие в записи приглашённых музыкантов со всего мира: из Турции, Казахстана, Индии и Великобритании. Так, например, в альбоме есть фиты с номинанткой на музыкальную премию «Грэмми» Джахнави Харрисон и скрипачом Камалом Сабри, который играл со Sting и Massive Attack. Презентация альбома состоялась 29 ноября 2015 в Москве, после чего группа вновь отправилась в тур для продвижения альбома, побывав в том числе в Краснодаре, Ставрополе, Тамбове и Томске. На одном из концертов вместе с группой вновь выступила Мария Макарова.
В 2017 Алексей Мышкин издает свой сборник стихов под названием «Музыка в словах», куда вошли избранные тексты песен группы. Предисловие к сборнику написал режиссёр и сценарист Иван Вырыпаев. Вскоре Odnono решает изменить звучание, сделав его более электронным, название (теперь «ОдноНо» пишется латиницей — Odnono), а также логотип. В основе знака — фигура «цветок жизни» из сакральной геометрии. Знак состоит из лепестков и в логотипе можно рассмотреть название группы. Вместе с электронным музыкантом Юрием Дементьевым и музыкальным продюсером Гариком Гагариным в конце 2017-го Odnono создают экспериментальный для группы альбом Betalab. Он становится доступным 7 ноября 2017 года. По замыслу авторов, Betalab должен был полностью изменить музыкальный облик команды: сохранив тематику своих текстов, но уменьшив количество речитатива, они попытались смешать звуки древних инструментов мира, которые использовали в предыдущих альбомах, с электронными жанрами музыки, такими как даунтэмпо, брейкбит, трип-хоп, эмбиент и IDM, а вдохновением для нового звучания стало творчество таких коллективов, как Radiohead, Depeche Mode, Moderat и Bjork. По словам Мышкина, смена звучания обусловлена изменением музыкальных вкусов музыкантов. Помимо концертов в Нижнем Новгороде и Воронеже, презентация новой пластинки состоялась на сцене петербургского музея «Эрарта».
На этом сотрудничество Odnono с Юрием Дементьевым (также известным по псевдониму Yogamaya) и Гариком Гагариным не закончилось: после выхода Betalab группа решает записать свой первый альбом ремиксов, придав некоторым старым песням то же звучание, что и у последнего на тот момент альбома. Релиз альбома Dvija состоялся 18 апреля 2018 года. Dvija стал первым релизом, состоящим не из новых песен, а ремиксов на старые. Презентация Dvija проходила в апреле в Санкт-Петербурге, Нижнем Новгороде, где помимо новых версий старых песен Odnono исполнили треки из альбома Betalab. На санскрите «двиджа» означает дваждырождённый, и так как композиции нового альбома это ремиксы, они, по-своему, также стали «двиджами».

### Пандемия (2019—2022)

Обложка альбома «Одно и то же, но…», вышедшего 20 апреля 2023 года

2 февраля 2019-го выходит новый альбом из пяти треков — «Без ожиданий», вдохновлённый творчеством Thom Yorke, Pacific Heights и The Cinematic Orchestra. Стиль некоторых аранжировок «Без ожиданий» перекликается с предыдущим электронным альбомом группы Betalab, однако на этот раз авторы попытались сделать звучание более жизнеутверждающим и менее меланхоличным. Далее Odnono впервые выпускают несколько песен отдельно от альбомов, их первые синглы: 7 августа 2020 — «Дети из света»,  21 августа 2020 — «Река». Впоследствии, они вошли в состав следующего альбома Odnono из шести композиций «Наедине» вышедшего 8 сентября 2020 года. «Наедине» примечателен тем, что наряду с песнями авторства Алексея Мышкина в альбом вошли тексты поэтессы Наталии Тарковской. 30 июня 2021 года Odnono выпускают новый сингл «Живой», записанный на стихи Наталии Тарковской. Группа анонсирует, что в честь своего 20-летия планирует выпустить три сингла на цифровых площадках и провести в конце лета юбилейные концерты в Москве и Санкт-Петербурге.
В 2021 году группа отпраздновала свой двадцатилетний юбилей ретро-альбомом «Ретроспектива», в который вошли треки, написанные в начале 2000-х. В мае 2022 года Алексей Мышкин и Павел Новиков выступают в рамках Ночи музеев в Государственном музее Востока с программой, посвященной суфию Джалаледдину Руми, а в начале октября – в доме-музее Марины Цветаевой в честь ее 130-летия. В московском клубе «Урбан» 22 сентября 2022 года Odnono презентуют свой новый полноформатный альбом «Цветы незримого мира», который музыканты считают самым пронзительным и честным в истории группы. Через день презентация состоялась в Санкт-Петербурге. Чуть ранее, 29 августа 2022 года, Odnono презентовали клип «Неуязвимые» на одноимённую песню из альбома «Цветы незримого мира» в Москве на 44-м Московском Международном кинофестивале в рубрике «Мультвселенная».

## Участники группы
По информации из официального сайта и сайта Organic People:

### Текущий состав
- Алексей Мышкин — тексты, вокал
- Павел Новиков (Правин) — духовые (флейта бансури, турецкий кларнет, армянский дудук и другие), аранжировки
- Наиль Курамшин — гитара, аранжировки
- Даниил Лилеев — барабаны, аранжировки
- Сергей Беляев — бас

### Бывшие участники
- Денис Петухов (экс-«Маша и Медведи») — бас (до 2015 года)
- Юрий Дементьев (Yogamaya) — (2010, 2017—2018)
- Наталья Горлова (Shanti People) — (2010)
- Андрей Запорожец (5’Nizza) — (2010)[104]

## Дискография
По информации из Apple Music:

### Студийные альбомы
- 2010 — «Свободный или мёртвый»
- 2011 — «Дхвани»
- 2012 — «Нити»
- 2013 — «Волны»
- 2014 — «Сокровища Нищего»[106]
- 2014 — «Умереть, чтобы жить»
- 2016 — «Зёрна»
- 2017 — Betalab
- 2018 — «Упанишады русской поэзии»[107]
- 2021 – «Ретроспектива»
- 2022 – «Цветы незримого мира»
- 2023 – «Одно и то же, но…» (Electro)
- 2023 – «Одно и то же, но…» (Acoustic)

### EP
- 2015 — «Заново»
- 2018 — Dvija
- 2019 — «Без ожиданий»
- 2020 – «Наедине»

### Синглы
- 2020 — «Дети из света» (feat. Manysheva)
- 2020 — «Река» (feat. INNIT?)
- 2021 — «Живой»
- 2021 — «Дожди» (feat. Wayves)
- 2022 — «Рэвоэволюция»
- 2022 — «Неуязвимые» (feat. Marie Hellstein)

## Восприятие
Журналистка Екатерина Шаронова из «БелПрессы» назвала Odnono «тихим феноменом московской сцены», не заявляющим о себе во всеуслышание коллективом, который старается доносить до своих слушателей «спокойствие, умиротворение». Елена Баталина, представляющая «Комсомольскую правду», согласилась с этим утверждением, отметив, что отсутствие ротации в теле- и радиоэфире нивелировало признание Odnono интернет-аудиторией. Журналистка Айсылу Гареева из MuseCube назвала коллектив уникальным музыкальным проектом, «пробуждающим самые добрые и чистые качества». Александр Великанов, журналист сайта «Кольта», написал, что творчество Odnono ассоциируется с «душеспасительными песнями о совершенствовании духа». Редактор интернет-издания «Восток Медиа» охарактеризовал группу, как неординарную, а её музыкальный стиль назвал очень интересным из-за переплетения множества жанров музыки — от этно и фолка до хип-хопа. Один из обозревателей сайта «Звуки.ру» отметил, что тексты Алексея Мышкина нетипичны для российского хип-хопа: вместо сатиры, как у Noize MC или «Касты», Odnono уходят в истории-притчи и монологи о «внутренней свободе». Он также посчитал, что на музыку группы могло оказать влияние творчество Фёдора Михайловича Достоевского. В журнале Yoga Journal Александр Вареница в рецензии на альбом «Наедине» сравнил творчество Odnono с «путешествием по закоулкам души человека» и противопоставил его более распространённой и известной «фаст-фуд» музыке, а также что «у этого коллектива гораздо больше, чем у остальных» мыслей и слов.